# Megadermatidae
Los megadermátidos (Megadermatidae), son una familia de murciélagos microquirópteros conocidos vulgarmente como falsos vampiros o murciélagos aliamarillos. Se encuentran en África central, Asia meridional y Australia tropical. Son murciélagos relativamente grandes, con una medida corporal de 6,5 a 14 centímetros. Tienen ojos grandes y orejas y nariz prominentes. Disponen de una amplia membrana de vuelo, y aunque carecen de cola, un vaso sanguíneo visible ocupa la línea central del patagio interfemoral. Son primariamente insectívoros, pero también se alimentan de una amplia variedad de pequeños vertebrados.

## Clasificación
Se han descrito los siguientes géneros y especies actuales:
- Género Cardioderma
  - Cardioderma cor
- Género Lavia
  - Lavia frons
- Género Macroderma
  - Macroderma gigas
- Género Megaderma
  - Subgénero Megaderma
    - Megaderma spasma

  - Subgénero Lyroderma
    - Megaderma lyra

Además, se conocen los siguientes géneros fósiles:
- †Afropterus Lavocat, 1961
- †Necromantis Weithofer, 1887